# Лесной (исторический район)
Лесно́й (сокращённо; полное наименование Лесной участок; также Лесная часть) — единица дореволюционного административно-территориального деления Петербурга. Вплоть до проведённой в 1917 году реформы территориального устройства Петрограда, в ходе которой деление города на неравнозначные части было упразднено и на месте частей и участков были созданы районы, Лесной входил в группу так называемых пригородных участков, статус которых отличался от участков (районов), составляющих город, как таковой.

## Наименование
Местность получила своё название Лесной в начале XIX века, когда в 1811 году сюда из Царского Села было переведено Практическое лесное училище (позже Лесной корпус, Лесной институт, а ныне Лесотехническая академия).

## История

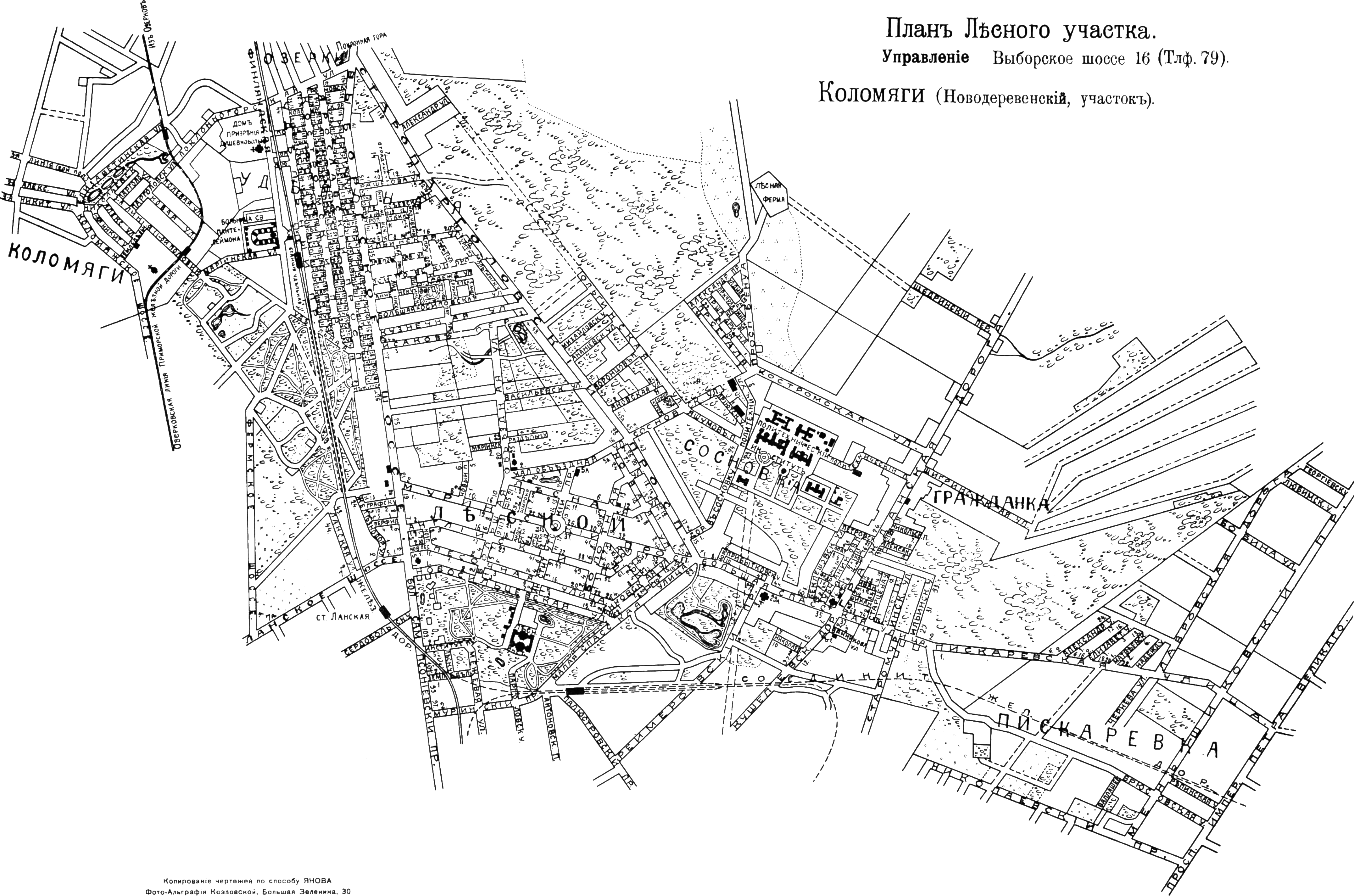
Лесной участок на карте из справочника «Весь Петербург» за 1913 год.

Лесотехнический институт разместился в деревянных постройках старой фермы.
Со второй половины XIX века пригород Лесной играл для некоторых состоятельных петербуржцев роль дачной местности.
Вплоть до 1910-х годов возведение домов из камня в Лесном затормаживалось из-за того, что по своему уставу городское кредитное общество не могло кредитовать строительство за пределами городской черты. Вплоть до 1930-х годов массовая застройка кварталов Лесного оставалась почти сплошь деревянной. Многие деревянные дома в Лесном были разобраны в блокаду на топливо.

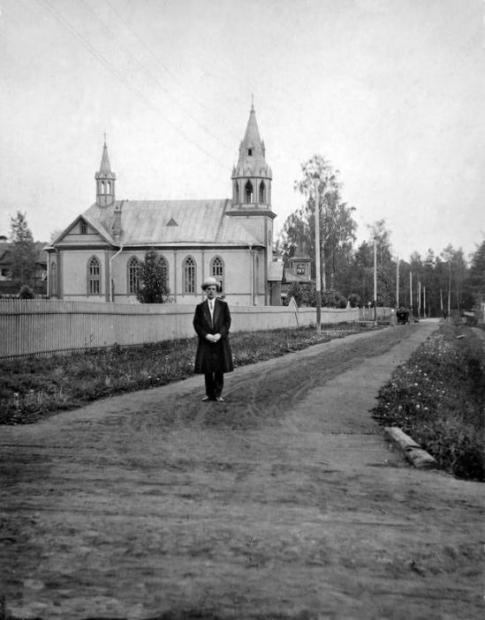
Костёл св. Франциска Ассизского

По состоянию на конец 1916 года Лесной в своём определении как административный участок (район) охватывал несколько исторических территорий:
- собственно Лесной
- Удельная
- Озерки
- Сосновка
- Гражданка
- Пискарёвка

После реформы 1917 года название «Лесной» сохраняется уже в качестве обозначения исторического района на севере Петербурга, и его границы в разных версиях оказываются размытыми, не совпадая с Лесным в границах, строго определённых по карте административного деления Петрограда на конец 1916 года. По одному из определений, границами Лесного являются: на севере — Манчестерская улица, на востоке — улица Карбышева, на юге — Новороссийская улица, на западе — проспект Энгельса.

### Лесной участок
Лесной участок, наряду с Петергофским, Полюстровским и Шлиссельбургским — один из четырёх так называемых пригородных участков дореволюционного Петербурга, выделяемых статистикой в качестве самостоятельных административно-территориальных единиц.
В начале XX века Энциклопедия Брокгауза и Ефрона сообщала:

Лесной — пригород города СПб., названный по находящемуся в нем высшему учебному заведению — Лесному институту. В 1900 г. в Л. было 22320 жителей. В 1902 г. близ Л., в Сосновке, открыт спб. политехнический институт.
С Петербургом-Петроградом Лесной участок граничил с Выборгской частью (Выборгской стороной), располагавшейся вдоль его южных границ, а на востоке — с Полюстровским участком.

### Современность
В середине 1960-х годов территория Лесного стала одной из площадок массовой застройки многоквартирными домами. В отличие от прилегающей к нему с севера Гражданки, в Лесном на долю кирпичных домов приходилась относительно большая часть, в связи с чем район южнее Сосновки в городском фольклоре назывался «ФРГ» — Фешенебельный Район Гражданки.
Историческое название сохраняется в наименованиях:
- Лесной проспект
- станция метро «Лесная»
- Дом учёных в Лесном
- Храм Преображения Господня в Лесном

## Достопримечательности

### Лесотехнический университет(Институтский переулок, дом 5)
Лесной институт или Лесотехническая академия или Лесотехнический университет строился на этом месте в 1826—1833, 1884—1886 годах по проекту архитекторов А. Д. Неллингера, К. А. Тона, Р. Л. Першке. Первый лесной вуз России, основанный в 1803 году указом императора Александра I. С 2016 года называется Санкт-Петербургский государственный лесотехнический университет имени С. М. Кирова.

#### Парк Лесотехнической академии(Лесотехническая академия, дом 5)
Парк Лесотехнической академии площадью 51 га, заложен в 1827 году, были разбиты дороги, определены места для строений, огородов, Английского сада. Парк формировался и развивался как учебно-опытная база Лесного института, здесь сосредоточено большое число древесных пород, являющихся учебным пособием для студентов. С 1957 года проходило восстановление парка, реконструированы дорожки, высажено 8 000 деревьев и 27 000 кустарников. В 1995 году началось восстановление исторической кованной ограды вокруг парка академии.

#### Ботанический сад (Лесотехническая академия, дом 6)
Ботанический сад заложен в 1827 году вместе с парком. Сейчас площадь составляет 43,7 га, является учебной и научной базой академии. В состав Ботанического сада входят и ведут учебную и научно-исследовательскую работу четыре лаборатории: садово-паркового хозяйства (парк), древесных растений, травянистых растений и информационного обеспечения.

#### Цветочный пруд и Иорданский пруд (Лесотехническая академия, дом 11)
Цветочный пруд и Иорданский пруд. Пруды парка Лесотехнического университета были созданы в XIX веке, специально для осушения заболоченной местности. Из 11 первоначальных прудов осталось 9.

#### Водонапорная башня (Лесотехническая академия, дом 5 корпус 11)
Водонапорная башня кирпичная построена в 1907—1909 годах по проекту архитектора А. И. Дитриха. По первоначальному назначению не использовалась, использовалась для нужд метеорологической обсерватории, а также частично приспособили под жильё. Башня, выполненная из красного кирпича, достигает в высоту 30 м. Внутри башни сохранился водомерный пост, определяющий уровень грунтовых вод.

#### Воинское кладбище «Лесотехническая академия» (Лесотехническая академия, дом 19 корпус 6)
Воинское кладбище «Лесотехническая академия» площадью 0,2360 га в юго-восточной части парка. Братская могила рабочих-красногвардейцев и моряков, погибших в 1917—1918 годах. Позднее появилось ещё несколько могил советских деятелей.

#### Мемориал на месте захоронения жертв Октябрьской революции (Лесотехническая академия, дом 19 корпус 1)
Мемориал на месте захоронения жертв Октябрьской революции. В 1917 году в юго-западной части парка были похоронены погибшие в боях под Пулково красногвардейцы завода «Новый Лесснер». В 1953 году здесь возведён гранитный обелиск «Вечной памяти героям Октябрьской революции» по проекту архитектора Ю. Визенталя.

### Главная геофизическая обсерватория имени А. И. Воейкова(улица Карбышева, дом 7)
Ленинградский институт экспериментальной метеорологии или Главная геофизическая обсерватория имени А. И. Воейкова — старейшее метеорологическое учреждение России. Здание в стиле сталинского неоклассицизма построено в 1938 году по проекту архитектора С. Е. Бровцева.

### Торгово-экономический институт(улица Карбышева, дом 13,Новороссийская улица, дом 50)
Торгово-экономический институт или Институт промышленного менеджмента, экономики и торговли построен в 1977 году по проекту архитектора Н. Н. Трегубова. До 1992 года институт носил имя «Ленинградского института советской торговли имени Ф. Энгельса», с 2016 года — «Институт промышленного менеджмента, экономики и торговли».

### Концерн «Аврора» (улица Карбышева, дом 15)
ОАО «Концерн НПО „Аврора“». Центральный административный корпус построен в 1975 году. Концерн является крупнейшим разработчиком, изготовителем и поставщиком систем автоматического управления для кораблестроения.

### «Круглая баня» в Лесном (улица Карбышева, дом 29)
«Круглые бани» в Лесном, построенное в 1927—1930 годах в стиле конструктивизма по проекту архитекторов А.С. Никольского, Н. Ф. Демкова, В. М. Гальперина, А. В. Крестинина.

### Дом призрения Германского благотворительного общества им. имп. Вильгельма I (Янковская улица, дом 2, Новороссийская улица, дом 46, корпус 2)
Дом призрения Германского благотворительного общества им. имп. Вильгельма I или Петербурггаз. Кирпичное здание в стиле эклектики построено в 1907 году для благотворительного общества для поддержки германских подданных, постоянно или временно проживающих в городе. С 1970-х годов в доме располагались эксплуатационные службы Ленгаза.

### 2-й батальон спецполкаДПС(проспект Пархоменко, дом 14)
2-й батальон спецполка ДПС. Музей ГАИ. Здание построено стиле сталинского неоклассицизма в 1938 году. Здесь размещается Отдельный батальон дорожно-патрульной службы № 2 ГИБДД главного управления МВД России по городу Санкт-Петербургу. С 1998 года здесь работает Музей ГАИ.

### Ланской сад (проспект Энгельса, дом 2,Ланское шоссе, дом 73)
Ланской сад площадью около 3,25 га.

### Усадьба Ланских (проспект Энгельса, дом 4, корпус 2)
Усадьба Ланских или Дача П. П. Яковлева построена в 1801 году, 1904—1906 годах расширена и перестроена в стиле модерн по проекту архитектора П. В. Резвого. Сгорело в 1990-е годы и было восстановлено в 2007—2009 годах. В 1920—1950-е годы здесь размещался детский дом.

### Колледж информатизации и управления (Светлановский проспект, дом 1, проспект Энгельса, дом 23, 2-й Муринский проспект, дом 2)
Радиополитехникум или Колледж информатизации и управления. Здание в стиле сталинского неоклассицизма построено в 1961 году по проекту архитекторов В. И. Заусской, Л. Л. Шрётера специально для Ленинградского ордена Знак Почёта радиополитехникума. Сейчас здесь находится Санкт-Петербургский политехнический университет Петра Великого, институт среднего профессионального образования.

### Объединение «Светлана». Лабораторный корпус (проспект Энгельса, дом 25,Светлановский проспект, дом 2)
Объединение «Светлана». Лабораторный корпус. Здание в стиле сталинского неоклассицизма построено в 1950-е годы по проекту архитекторов В. Ф. Белов, М. П. Савкевича, Л. Л. Шрётера. Объединение «Светлана» занимается разработкой и выпуском мощных электровакуумных приборов и изделий микроэлектроники

### ЦНИИ «Электрон»(проспект Тореза, дом 68)
Центральный научно-исследовательский институт «Электрон». Здание построено в 1973 году. Ведущее предприятие России по разработке и выпуску фотоэлектронных приборов и устройств.

### Институт эволюционной физиологии и биохимии им. И. М. Сеченова(проспект Тореза, дом 44)
Институт эволюционной физиологии и биохимии имени И. М. Сеченова РАН. Здание построено в 1959 году как школьное здание. В 1986 году здание перестроено и расширено для размещения института. Перед фасадом установлен памятник физиологу, профессору и вице-президенту Академии наук СССР Л. А. Орбели.

### Особняк Д. А. Котлова(проспект Тореза, дом 8)
Особняк купца Д. А. Котлова или Библиотека имени А. С. Серафимовича или Строительное управление № 6 Лендорстоя-2 или Детский театр, построенный в 1913—1914 годах (архитектор Н. И. Товстолес). Дом выдержан в стиле модерн с приданием ему характерных черт средневекового замка. Его интерьеры в основном утрачены, но в 2018 году начались реставрационные работы по заказу нового корпоративного собственника. С 2022 года в здании расположен детский театр.

### Больница Ольгиного приюта для детей и женщин В. Б. Перовской (2-й Муринский проспект, дом 12, корпус 3)
Больница Ольгиного приюта для детей и женщин В. Б. Перовской или Детская хирургическая клиника костно-суставного туберкулеза. Здание в стиле модерн построено в 1911—1912 годах по проекту архитекторов В. И. Ван-дер-Гюхта, Г. Е. Гинца. В 1924 году в здании разместилось детское отделение научно-исследовательского института хирургического туберкулёза. В 2015 году в здании проходил ремонт для Детской хирургической клиники костно-суставного туберкулёза.

### ВНИИ целлюлозно-бумажной промышленности (2-й Муринский проспект, дом 49)
ВНИИ целлюлозно-бумажной промышленности построено в стиле сталинского неоклассицизма в 1955—1957 годах по проекту архитекторов Б. Н. Журавлёва и В. А. Филипповой.

### Сад Серебряный пруд(Институтский проспект, дом 20)
Сад Серебряный пруд. В 1835 году отведён участок под устройство общественного парка. В 1856 году вырыт Серебряный пруд площадью около 6 000 м², длиной 210 м, шириной до 40 м. В 1900 году открытие Сада Общества содействия благоустройству местности Лесного у Серебряного пруда. В 2000—2002 годах проходила реконструкция парка и водоёма: были обновлены газоны и дорожки, восстановлена живая изгородь, высажены деревья и кусты, оборудованы новые детские площадки. В 2002 году на берегу Серебряного пруда была открыта скульптура «Память о детстве» скульптора Е. Н. Ротанова.

### Особняк Д. Н. Кайгородова (Институтский проспект, дом 21)
Особняк Д. Н. Кайгородова возле Серебряного пруда в стиле модерн построен в 1904—1905 годах по проекту архитекторов Ф. А. Корзухина, П. П. Маресева, И. Н. Кайгородова для профессора Лесного института Д. Н. Кайгородова. В 1930-х годах дом занимали службы Центрального научно-исследовательского института лесного хозяйства (ЦНИИЛХ). В 1999—2000 годах проведена реконструкция здания, отреставрированы элементы фасадов и интерьеров, включая печи и камины. В настоящее время в здании расположен департамент лесного хозяйства СЗФО.

### Особняк А. И. Данилевского (Институтский проспект, дом 22, корпус 2)
Особняк А. И. Данилевского в стиле модерн построен в 1911 году, принадлежал инспектору отдела промышленных училищ Министерства народного просвещения А. И. Данилевскому. В советское время дом занимал детский сад завода «Светлана». В настоящее время — офисное здание.

### Генеральное консульствоСловакии(улица Орбели, дом 21, корпус 2)
Управления садово-паркового хозяйства Выборгского района или Генеральное консульство Словакии. Двухэтажное кирпичное здание построено в 1992—1998 годах по проекту архитектора Е. В. Васильковской.

### Церковь Преображения Господня при Доме милосердия в Лесном(улица Орбели, дом 25, корпус 1)
Церковь Преображения Господня при Доме милосердия в Лесном построена в 1887—1889 годах по проекту академика архитектуры В. А. Пруссакова. Храм в византийском стиле, сложенный из кирпича двух цветов, завершается деревянным куполом и одноярусной шатровой колокольней над входом. Церковь закрыта в 1932 году, долгое время перестроенное здание занимает Выборгский почтовый узел связи. Вновь освящена в 2004 году.

## Транспорт
В Лесном находится станция метро:  «Площадь Мужества».